# Orso d'Elci
Orso d’Elci (también conocido como Orso Pannocchieschi d’Elci o Orso, conte d’Elci) (Siena, 15 de septiembre de 1569-Florencia, 15 de septiembre de 1636) fue un noble, cortesano y  diplomático al servicio de Fernando I de Toscana y sus hijos y sucesivos sucesores, Cosme II y Fernando II.

## Biografía
Fue uno de los hijos del matrimonio formado por Ranieri di Agnolo Pannocchieschi d’Elci y su tercera esposa, Francesca Ricci Fantoni. Por parte de su padre pertenecía a una noble familia asentada en Siena y por la parte materna a una notable familia sienesa.
Quedó huérfano de padre en 1574, heredando como único hijo varón el condado de Elci así como el título de conde de Fosini.
Siguió estudios de derecho en la Universidad de Siena, graduándose como licenciado in utroque iure. Posteriormente, ingresó en la Accademia dei Filomati, bajo el nombre de Ravvivato.
A finales de la década de 1580, Orso pasó a ganar relevancia dentro de la clase dirigente sienesa favorable al dominio de los Médici en la ciudad, que había sido conquistada por Cosme I, padre del que era entonces gran duque de Toscana, Fernando I.
Desde entonces se incorporó a la vida de la ciudad, por ejemplo acogiendo al nuevo arzobispo Francesco Maria Tarugi en 1597, o a Fernando I de Toscana y su familia el 5 de junio de 1602. Poco tiempo después, el 1 de julio de 1602, sería nombrado por este último, miembro del Senado de Siena.
En 1605, con la calidad de gentilhombre y maestro de ceremonias de la corte granducal, fue enviado a Roma acompañando a Belisario Vinta, pariente de su mujer. La misión de Vinta era conseguir junto con el embajador español, Juan Gaspar Fernández Pacheco, V marqués de Villena, un acuerdo sobre los derechos respectivos sobre los feudos de Piombino y Lunigiana.
Tres años después, en 1608, fue enviado para concertar el matrimonio de la archiduquesa María Magdalena de Austria y Cosme, entonces príncipe heredero de Toscana e hijo primogénito de Fernando I de Médici. Esta misión diplomática acabó frustrándose debido a las epidemias que asolaban el norte de Europa y fue redirigida a España. La hermana de María Magdalena, Margarita de Austria-Estiria, estaba casada con Felipe III de España. De esta forma, Fernando I de Toscana, encargó a Orso d'Elci una misión diplomática para felicitar a la reina de España por el matrimonio de su hermana. 
Orso llegaría a Madrid en octubre de 1608 junto con su secretario y primo materno Giovan Battista Bartolini Baldelli. En la corte española se encontraba por entonces un embajador toscano residente, Silvestro Tarugi que contaba con un secretario, Andrea Peroni.
Dejó el 25 de septiembre de 1618 la corte española, volviendo a Florencia. Dos años después se encargó de las negociaciones para el matrimonio de Claudia de Médici con Federico Ubaldo della Rovere, duque de Urbino. Además durante la década de 1620 se encargaría de otras gestiones diplomáticas encargadas por Fernando II de Toscana.

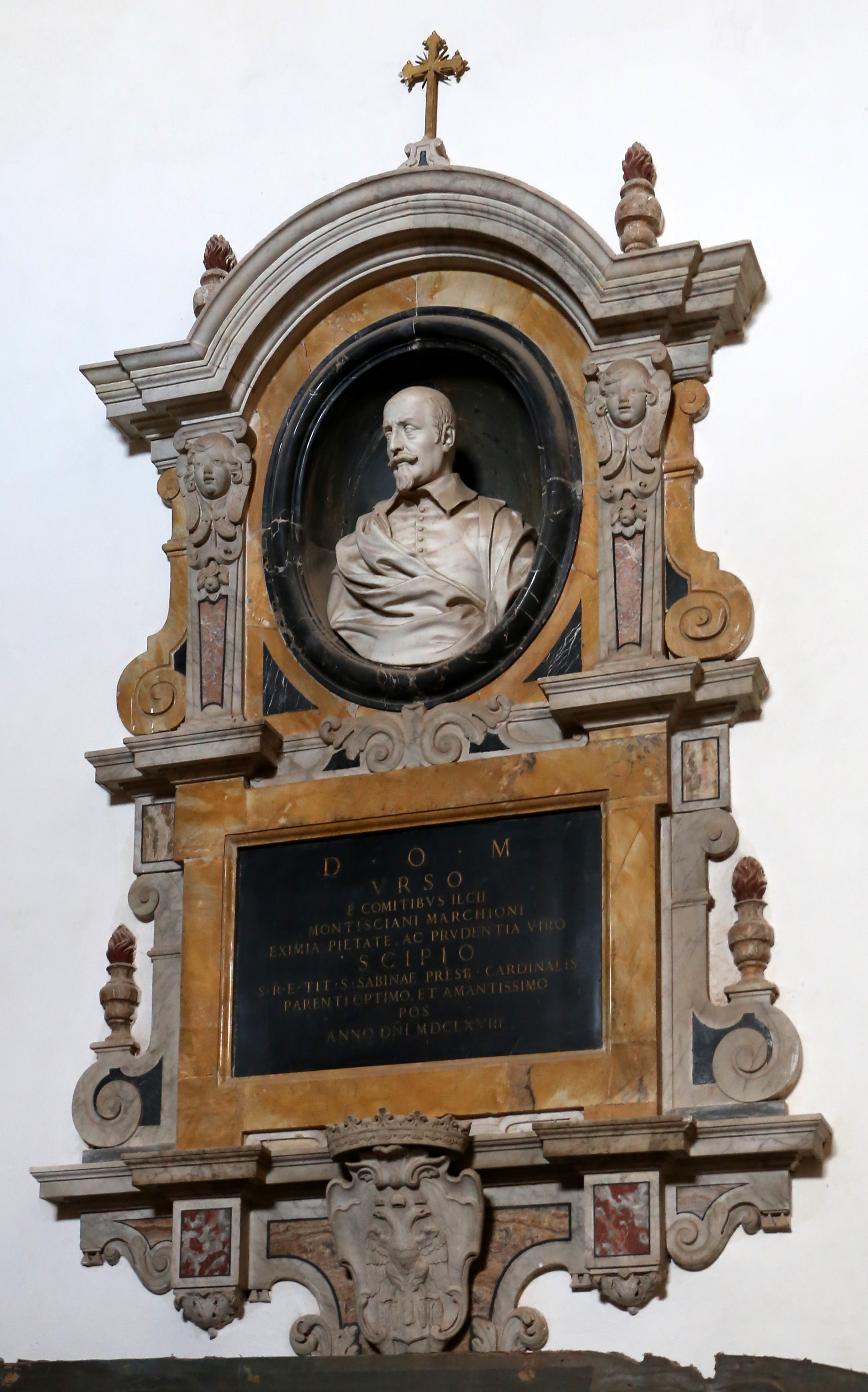
Monumento funerario de Orso en la capilla familiar de la iglesia de San Agustín de Siena, por Giovanni Antonio Mazzuoli.

Murió en Florencia en 1636, siendo enterrado en la capilla familiar de la iglesia sienesa de San Agustín. En este lugar se alzó un monumento realizado por 1688, por Giovanni Antonio Mazzuoli.

## Matrimonio e hijos
De su matrimonio con Lucrezia Bulgarini tuvo seis hijos:
- Ranieri (1590-).
- Francesca Maria (1592-).
- Cecilia (1595-).
- Fulvia (1596-).
- Scipione (1598-), cardenal.
- Camilla (¿?-¿?)